# Chènevis
Graine de chanvre

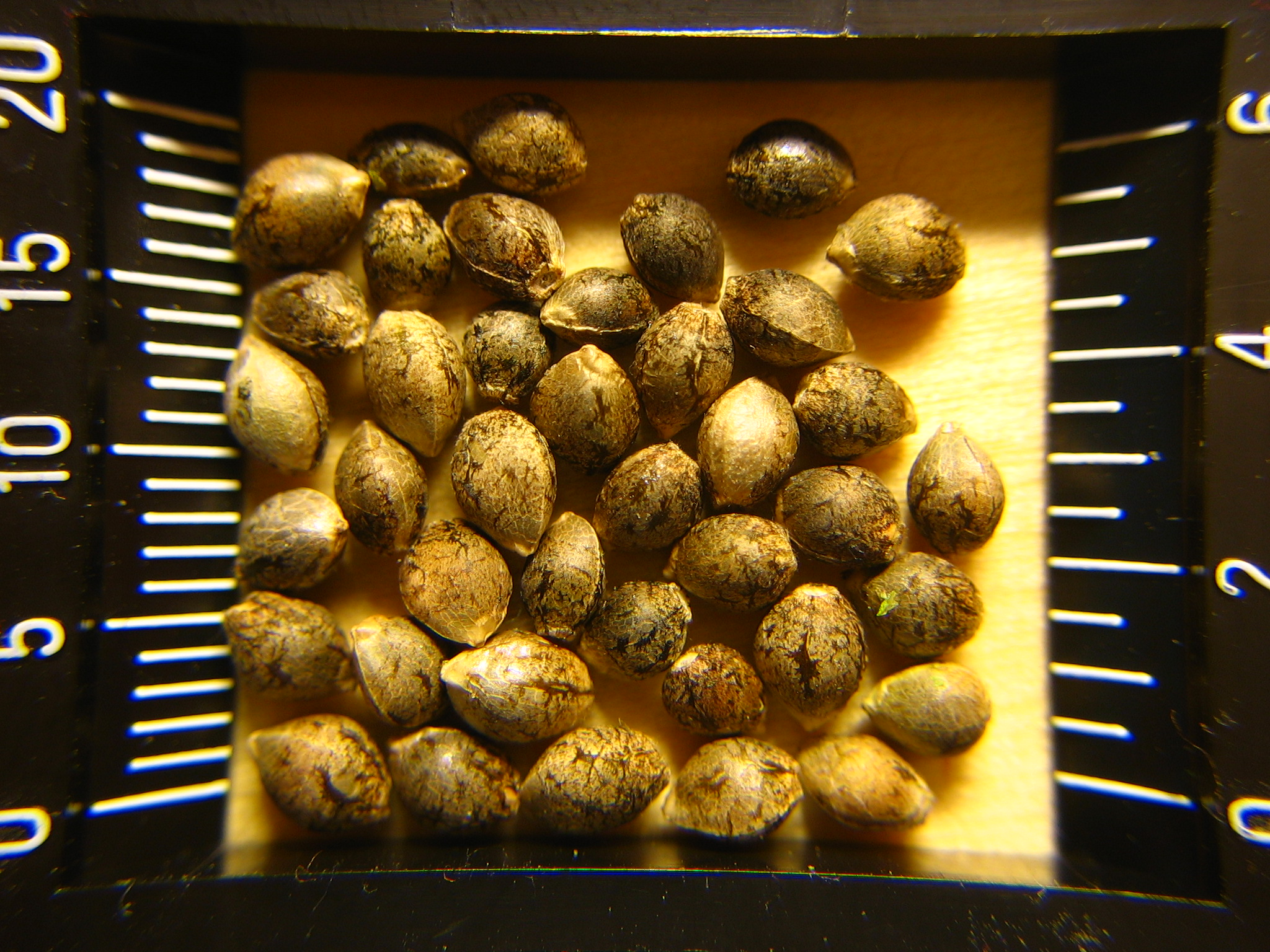
Chènevis (Cannabis sativa)

Chènevis est le nom donné à la graine de chanvre,, plante herbacée du genre Cannabis (Cannabis sativa L.).

## Utilisation
Cette graine est utilisée telle quelle pour la pêche et l'alimentation des oiseaux.
Le chènevis est essentiellement utilisé pour ce qu'on appelle la pêche au coup. La plupart du temps le chènevis est utilisé cuit après germination.
Le chènevis est également utilisé comme amorce pour la pêche au gardon et à la brème. Une fois trempées et cuites, les graines sont enfilées sur l'hameçon où elles servent d'appât.
On utilise également le chènevis pour fabriquer de l'huile de chanvre, des boissons, des aliments pour animaux, etc.

## Légalité
Seule la culture du chènevis pauvre en THC (tétrahydrocannabinol, l’élément psychotrope du chanvre), appelé aussi « chanvre industriel », est tolérée dans de nombreux pays.
En France, la mise en culture sans autorisation est assimilée à du trafic de stupéfiants et interdite par la loi. La germination du chènevis est soumise à l'accord de la Fédération nationale des producteurs de chanvre (FNPC), basée au Mans. Les variétés de chanvre industriel doivent avoir une teneur en THC inférieure à 0,20 %. Seule une vingtaine de cultivars sont légalement éligibles à la culture et inscrits en article 2 de l'arrêté du 22 août 1990 portant application de l'article R. 5181 pour le cannabis, modifié en 2008.
Au Canada la teneur en THC est strictement réglementée et vérifiée par Santé Canada qui contrôle aussi la production, la distribution, la transformation, l'exportation et l'importation du chènevis. Une licence annuelle et le respect de plusieurs règlements sont requis. La teneur en THC est limitée à 0,3 % du poids des feuilles et à 10 parties par million (ppm) dans le cas de l’huile et de la farine de chènevis.